# البراقي
حسون البراقي، (1261 - 1332 ه‍ / 1845 - 1914 م)، حسين بن أحمد بن الحسين بن إسماعيل الحسني، المنتهي نسبه إلى زيد ابن الإمام الحسن السبط. مؤرخ عامي العبارة.

## لقبه
البراقي نسبة إلى البراق إحدى محال النجف العمارة والحويش والبراق والمشراق.

## وفاته
توفي يوم الجمعة 10 رجب أو شعبان سنة 1332 ه‍ بقرية اللهيبات من قرى الحيرة ونقل إلى النجف الأشرف ودفن في داره بالنجف.

## مولفاته
صنف 23 كتابا ورسالة، في نحو 80 مجلدا، منها:
- (1) بهجة المؤمنين في أحوال الأولين والآخرين.
- (2) قلائد الدر والمرجان فيما جرى في السنين من طوارق الحدثان.
- (3) تاريخ الكوفة.
- (4) براقية السيرة في تحديد الحيرة.
- (5) كتاب الحنانة والثوية فرغ منه سنة 1326.
- (6) رسالة أخرى لطيفة في تحقيق هذين الموضعين.
- (7) الجوهرة الزاهرة في فضل كربلاء ومن فيها من العترة الطاهرة.
- (8) السيرة البراقية في رد صاحب النفخة العنبرية.
- (9) عقد اللؤلؤ والمرجان في تحديد أرض كوفان ومن سكن فيها من القبائل والعربان.
- (10) اليتيمة الغروية في الأرض المباركة الزكية.
- (11) النخبة الجلية في أحوال الوهابية.
- (12) كتاب قريش.
- (13) كتاب بني أمية.
- (14) أكبر المقال في مشاهير الرجال.
- (15) منبع الشرف رسالة في مشاهير علماء النجف.
- (16) تغيير الأحكام فيمن عبد الأصنام.
- (17) كشف النقاب في فضل أنساب السادة الأنجاب.
- (18) الهاوية في تاريخ يزيد بن معاوية.
- (19) معدن الأنوار في النبي وآله الأطهار.
- (20) البقعة البهية في مختصر تاريخ الكوفة الزكية.
- (21) السر المكنون في الغائب المصون.
- (22) إرشاد الأمة في جواز نقل الأموات إلى مشاهد الأئمة.
- (23) كشف الأستار في أولاد خديجة من النبي المختار.
- (24) رسالة في تاريخ الشيخ المفيد.
- (25) رسالة في السهو والنسيان هل حصلا من النبي عليه السلام.
- (26) جلاء العين في الأوقات المخصوصة بزيارة الحسين عليه السلام.
- (27) الدرة البهية في تاريخ كربلاء والغاضرية.
- (28) تعريب الباب الثالث من تاريخ قم للحسن بن علي بن الحسن بن عبد الملك القمي المشتمل على أنساب بعض الطالبيين.
- (29) الدرة البهية في أحوال الروضة الحسينية الموسومة بكربلاء والغاضرية.
- (30) التاريخ المجدول من الهجرة إلى عام التأليف سنة بعد سنة في جداول لطيفة.
- (31) تاريخ الحيرة.